# Murina ryukyuana
Murina ryukyuana là một loài động vật có vú trong họ Dơi muỗi, bộ Dơi. Loài này được Maeda & Matsumura miêu tả năm 1998.